# Dioctria cavifrons
Dioctria cavifrons är en tvåvingeart som beskrevs av Günther Enderlein 1934. Dioctria cavifrons ingår i släktet Dioctria och familjen rovflugor. Inga underarter finns listade i Catalogue of Life.